# 費圖勒峰

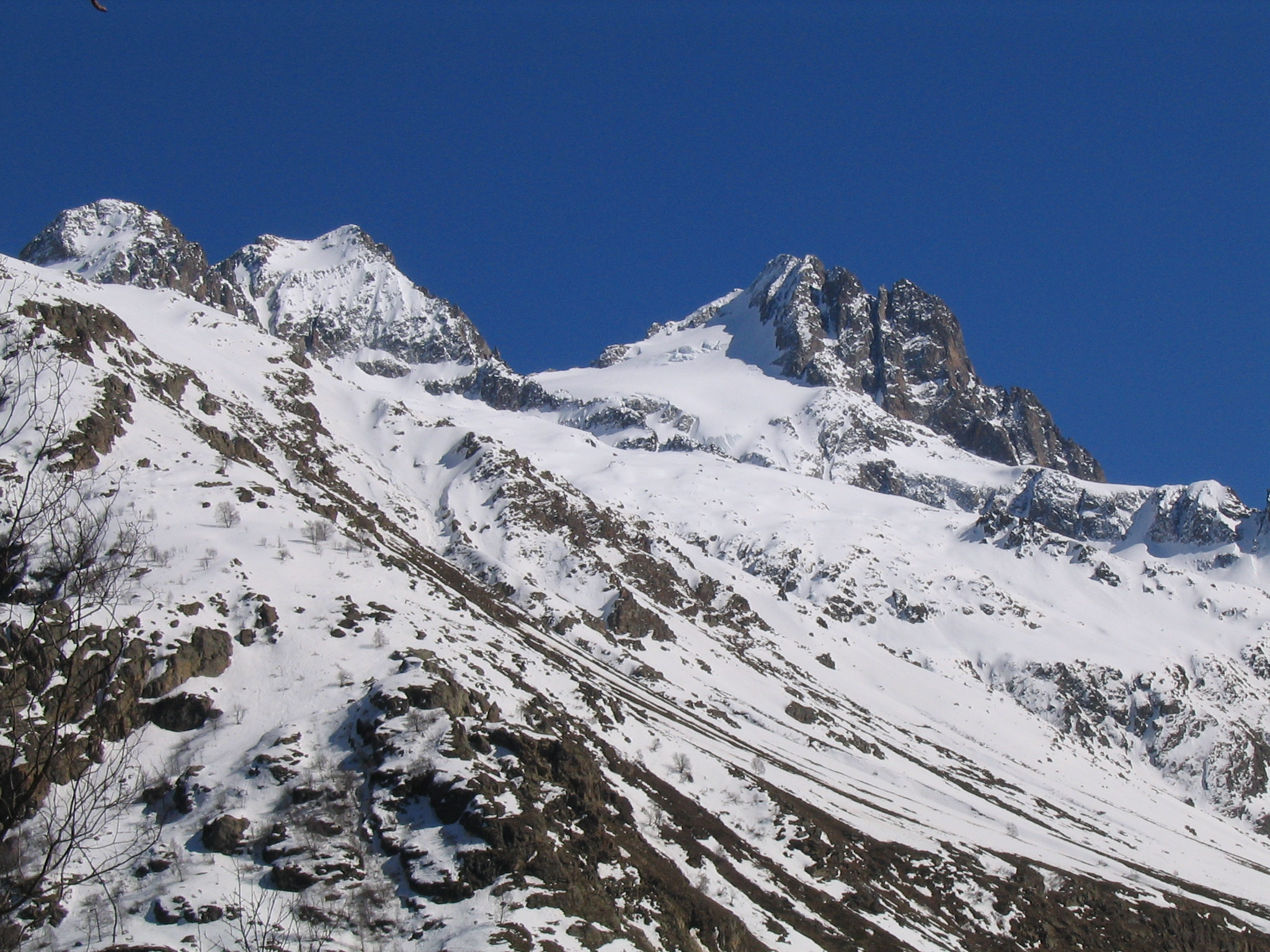

44°53′59″N 6°14′12″E / 44.89972°N 6.23667°E
費圖勒峰（法語：Tête des Fétoules），是法國的山峰，位於該國東南部，由上阿爾卑斯省負責管轄，屬於多芬阿爾卑斯山脈中埃克蘭山的一部分，海拔高度3,459米，人類在1876年8月29日首次登頂。